# Zajmina Vasjari
Zajmina Vasjari (ur. 17 czerwca 1987 w Durrës) - albańska piosenkarka i modelka.

## Życiorys
W 2002 roku wygrała konkurs Miss Shqipëria.
W latach 2010 i 2012 wzięła udział w festiwalu muzycznym Kënga Magjike.

## Dyskografia[1]

### Albumy
| Rok  | Album      |
| ---- | ---------- |
| 2006 | S'ma ndjen |

### Teledyski
| Rok  | Teledysk                  |
| ---- | ------------------------- |
| 2005 | S'te dua                  |
| 2006 | Bonito                    |
| 2009 | Nje me pak e nje me shume |
| 2009 | Facebook                  |
| 2011 | Te ndjej                  |
| 2011 | Apokalips                 |
| 2012 | Bardh e zi                |
| 2012 | Po ta dija                |
| 2013 | Golden eagle              |
| 2013 | I kom                     |
| 2014 | Shumë                     |
| 2015 | Blackout                  |
| 2016 | Me u kthy                 |
| 2020 | Vetes                     |